# Equilibri mecànic
Es diu que una partícula puntual o cos està en equilibri mecànic quan, en un sistema de referència inercial es desplaça a una velocitat constant, que pot ser zero, (és a dir, que es desplaci en línia recta, ja que les corbes impliquen acceleracions, i amb celeritat constant; o bé que romangui quiet) i no actuen localment forces que la inestabilitzin. L'equilibri mecànic d'un conjunt de partícules o cossos implica l'equilibri de cada un dels seus components.
Per tant, la condició necessària i suficient perquè una partícula sia en equilibri es pot expressar:
{\displaystyle \sum \mathbf {F} =0}
Mentre que en el cas d'un cos, les condicions necessàries i suficients que es compleixi l'equilibri mecànic són que no hi actuïn forces externes i a més que el cos no es tingui cap moviment sobre si mateix, la que en fer-ho alguns punts del cos es desplaçarien fent corbes i, per tant, tindrien acceleracions de gir i, per tant, forces no nul·les. Matemàticament:
{\displaystyle {\begin{cases}\sum \mathbf {F} =0\\\sum \mathbf {M} =0\end{cases}}}
Sota aquestes condicions la velocitat de la partícula o cos roman constant en el temps. La celeritat de la partícula o de qualsevol punt del cos és constant. Totes les acceleracions són nul·les. El cos no es mou sobre si mateix, és a dir, tots els punts del cos es mouen a la mateixa velocitat, i la trajectòria del desplaçament, si n'hi ha, no presenta cap corba ni canvi de direcció.

## Equilibri estàtic
Un cas particular d'equilibri mecànic és aquell d'una partícula o sòlid rígid amb velocitat constant, quan aquesta val zero, és a dir que és nul·la en relació al sistema de referència inercial, llavors parlem d'equilibri estàtic.